# Breite Straße 15 (Quedlinburg)

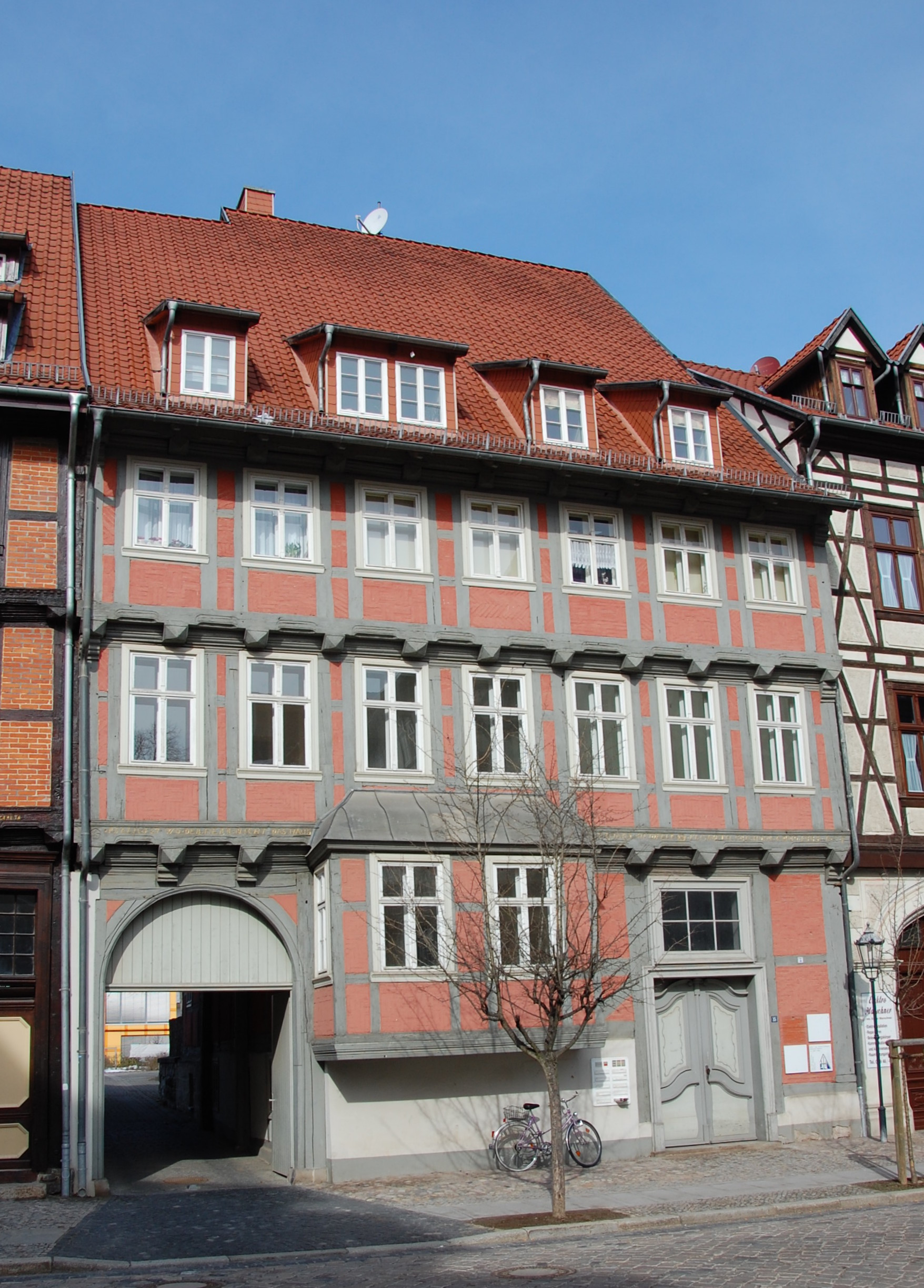
Haus Breite Straße 15

Das Haus Breite Straße 15 ist ein denkmalgeschütztes Gebäude in der Stadt Quedlinburg in Sachsen-Anhalt.

## Lage
Es befindet sich nordöstlich des Marktplatzes der Stadt und gehört zum UNESCO-Weltkulturerbe. Im Quedlinburger Denkmalverzeichnis ist es als Kaufmannshof eingetragen. Südlich des Hauses grenzt das gleichfalls denkmalgeschützte Haus Breite Straße 14, nördlich das Haus Breite Straße 16 an.

## Architektur und Geschichte
Das dreigeschossige Vorderhaus des Anwesens entstand nach einer am Gebäude befindlichen Inschrift im Jahr 1665 und ist als Fachwerkhaus ausgeführt. Auf den Baumeister Andreas Schröder verweisen die mit einem zweischneidigen Beil versehenen Initialen AS. Die Stockschwellen des Gebäudes präsentieren sich kräftig profiliert. Während des 18. Jahrhunderts wurde die Fassade verändert. Auffällig ist ein später an das Erdgeschoss angefügter Erker. In die Südhälfte des Hauses ist eine rundbogige Tordurchfahrt integriert.
Teile der Innenausstattung stammen aus der Zeit um 1750. Bemerkenswert ist eine im Gebäude befindliche barocke Treppenanlage.
Auf der Nordseite des Hofs befindet sich ein dreigeschossiger, um 1860 errichteter Gebäudeflügel.